# Didiévi
Didiévi este o comună din departamentul Toumodi, regiunea Bélier, Coasta de Fildeș.